# Tito Quincio Cincinato Capitolino (tribuno consular 368 a. C.)
Tito Quincio Cincinato Capitolino (en latín Titus Quinctius Cincinnatus Capitolinus) tribuno consular en el año 368 a. C., y Magister Equitum del dictador Marco Furio Camilo un año después, cuando se promulgaron las leyes Licinias. 
Tito Livio lo llama T. Quincio Pennus, y como tenemos los apellidos de Cincinnatus Capitolinus en los Fastos Capitolinos, su nombre completo puede haber sido Tito Quincio Peno Cincinato Capitolino.